# 新高郡

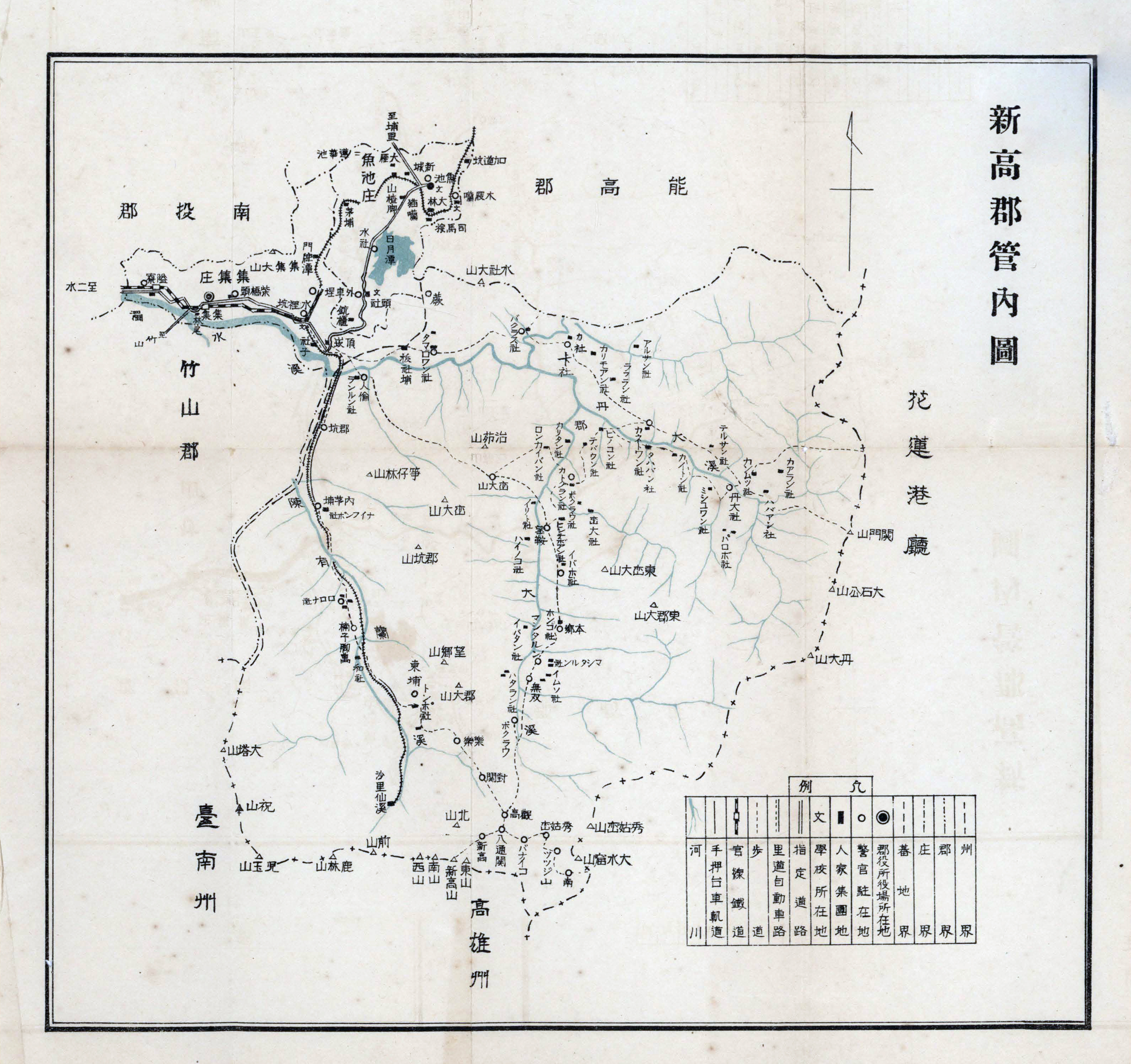
新高郡の地図

新高郡（にいたかぐん）は、日本統治時代の台湾に存在した行政区画の一つであり、台中州に属した。

## 概要
集集街、魚池庄、蕃地の1街1庄1蕃地を管轄し、郡役所は集集街に置かれた。郡名は新高山に由来する。郡域は現在の南投県集集鎮、魚池郷、水里郷、信義郷に当たる。

## 地理
郡内には台湾最高峰である新高山や最大の湖である日月潭がある。また、蕃地には日本統治時代に開発された東埔温泉がある。

## 歴代首長

### 郡守
- 村田豊次郎[1]
- 今井昌治[2]：1924年12月[3] -
- 塩川栄[4]
- 青木行清[5]
- 三輪幸助[6]
- 菊池和[7]
- 都築孫蔵[8]
- 瀧田重勇[9]
- 本田武二[10]
- 水野左一郎[11]
- 小玉真貫[12]
- 柿原美積[13]

### 区長
- 石錫烈